# 津田東インターチェンジ
津田東インターチェンジ（つだひがしインターチェンジ）は、香川県さぬき市にある高松自動車道のインターチェンジである。
2017年11月20日までは、当IC（ランプウェイ含む）より三木町と高松市の境界までが国道11号高松東道路に指定される一般有料道路区間であった。本線上には高速自動車国道と一般有料道路の境界を示す標識（「ここから高速道路」「ここから一般有料道路」）が本ICの跨道橋に設置されていた。このため、高速自動車国道に編入された現在でも、本ICから高松東ICまでは、他の高速自動車国道とは異なる独自の料金体系となっている。
2023年（令和5年）4月3日から料金所がETC専用になっている。

## 道路
- E11 高松自動車道（11番）
- 接続する道路：国道11号

## 料金所

### 入口
- ブース数:2
  - ETC専用:1
  - ETC・サポート:1

### 出口
- ブース数:2
  - ETC専用:1
  - サポート:1

## 隣
E11 高松自動車道
(10)白鳥大内IC - (11)津田東IC  - 津田の松原SA - (12)津田寒川IC